# Disulfuro difluoruro
El difluoruro de disulfuro es un haluro de azufre , con la fórmula química S2F2. Es un gas incoloro que reacciona con el agua. Existe como dos isómeros: simétrico FSSF y asimétrico S = SF2. 

## Síntesis
Isómero simétrico obtenido mediante la fusión en un recipiente estrictamente seco de azufre con fluoruro de plata(I) o fluoruro de plata(II):
{\displaystyle {\mathsf {S+AgF\ {\xrightarrow {400^{o}C}}\ F{\text{-}}S{\text{-}}S{\text{-}}F+Ag_{2}S}}}
{\displaystyle {\mathsf {S_{8}+8AgF_{2}{\xrightarrow {398K}}4S_{2}F_{2}+8AgF}}}
Isómero asimétrico obtenido mediante la acción del fundido de azufre sobre fluoruro de nitrógeno, :
{\displaystyle {\mathsf {S+NF_{3}\ {\xrightarrow {400^{o}C}}\ S{\text{=}}SF_{2}+NSF}}}
La sustitución de cloro por flúor en dicloruro de disulfuro:
{\displaystyle {\mathsf {S_{2}Cl_{2}+2KF\ {\xrightarrow {140-145^{o}C}}\ S{\text{=}}SF_{2}+2KCl}}}
El S = SF2 se pueden sintetizar con la reacción de fluorosulfato potasio y dicloruro de azufre :

{\displaystyle {\rm {\ 2KSO_{2}F+S_{2}Cl_{2}\rightarrow S=SF_{2}+2KCl+2SO_{2}}}}
Difluoruro de disulfuro se someterá reordenamiento intramolecular con si existen fluoruros de elementos alcalinos ', obteniendo el isómero S = SF2:
{\displaystyle {\rm {\ FS-SF{\xrightarrow {KF}}S=SF_{2}}}}

## Propiedades químicas
Se descompone cuando se calienta a tetrafluoruro de azufre :
{\displaystyle {\mathsf {2S_{2}F_{2}\ {\xrightarrow {180^{o}C}}\ SF_{4}+3S}}}
Reacciona con el agua:
{\displaystyle {\mathsf {2S_{2}F_{2}+2H_{2}O\ {\xrightarrow {}}\ SO_{2}+3S+4HF}}}
Reacciona con ácidos:
{\displaystyle {\mathsf {S_{2}F_{2}+3H_{2}SO_{4}\ {\xrightarrow {80^{o}C}}\ 5SO_{2}+2HF+2H_{2}O}}}
Reacciona con álcalis:
{\displaystyle {\mathsf {2S_{2}F_{2}+6NaOH\ {\xrightarrow {}}\ Na_{2}SO_{3}+3S+4NaF+3H_{2}O}}}
A presión elevada y con catalizador reacciona con el oxígeno:
{\displaystyle {\mathsf {2S_{2}F_{2}+5O_{2}\ {\xrightarrow {NO_{2}}}\ SOF_{4}+3SO_{3}}}}